# Real Academia Lima
La Peña Sporting Club – peruwiański klub piłkarski z siedzibą w mieście Lima.

## Historia
Klub założony został 6 kwietnia 1968 roku pod nazwą La Peña Sporting Club. Siedzibą klubu La Peña Sporting było miasto Ayacucho, stolica regionu Ayacucho.
Domowe mecze klub rozgrywał na mogącym pomieścić 15 000 widzów stadionie Estadio Ciudad de Cumana.
Po wygraniu turnieju międzyligowego klub awansował w roku 2003 do drugiej ligi (Segunda división peruana).
W latach 2007–2008 klub występował pod nazwą Real Ayacucho. W 2009 nową siedzibą klubu stała się Lima, a klub zmienił nazwę na Real Academia Fútbol Club.
W 2010 klub powrócił do starej nazwy.
20 marca 2011 klub ogłosił o wycofaniu się z rozgrywek i zawiesił wszelką działalność.

## Osiągnięcia
- Mistrz dystryktu Lince (Campeón distrital de Lince) (11): 1992, 1993, 1994, 1995, 1996, 1997, 1998, 1999, 2000, 2001, 2002.